# Marseniella
Marseniella is een geslacht van weekdieren uit de klasse van de Gastropoda (slakken).

## Soort
- Marseniella borealis Bergh, 1886